# 安哈尔特-采尔布斯特
安哈尔特-采尔布斯特（德語：Anhalt-Zerbst）是神圣罗马帝国的一个親王國，由阿斯坎尼家族统治，位于今德国萨克森-安哈尔特州的采尔布斯特。其于1252年作为安哈尔特亲王国的一个分支出现，后于1396年被划分为安哈尔特-德绍与安哈尔特-克滕。1544年，安哈尔特-采尔布斯特再次建立，后于1796年因支系绝嗣而被划分为安哈尔特-德绍、安哈尔特-克滕与安哈尔特-贝恩堡。